# Guerre du poulet
Ne doit pas être confondu avec Chicken tax.

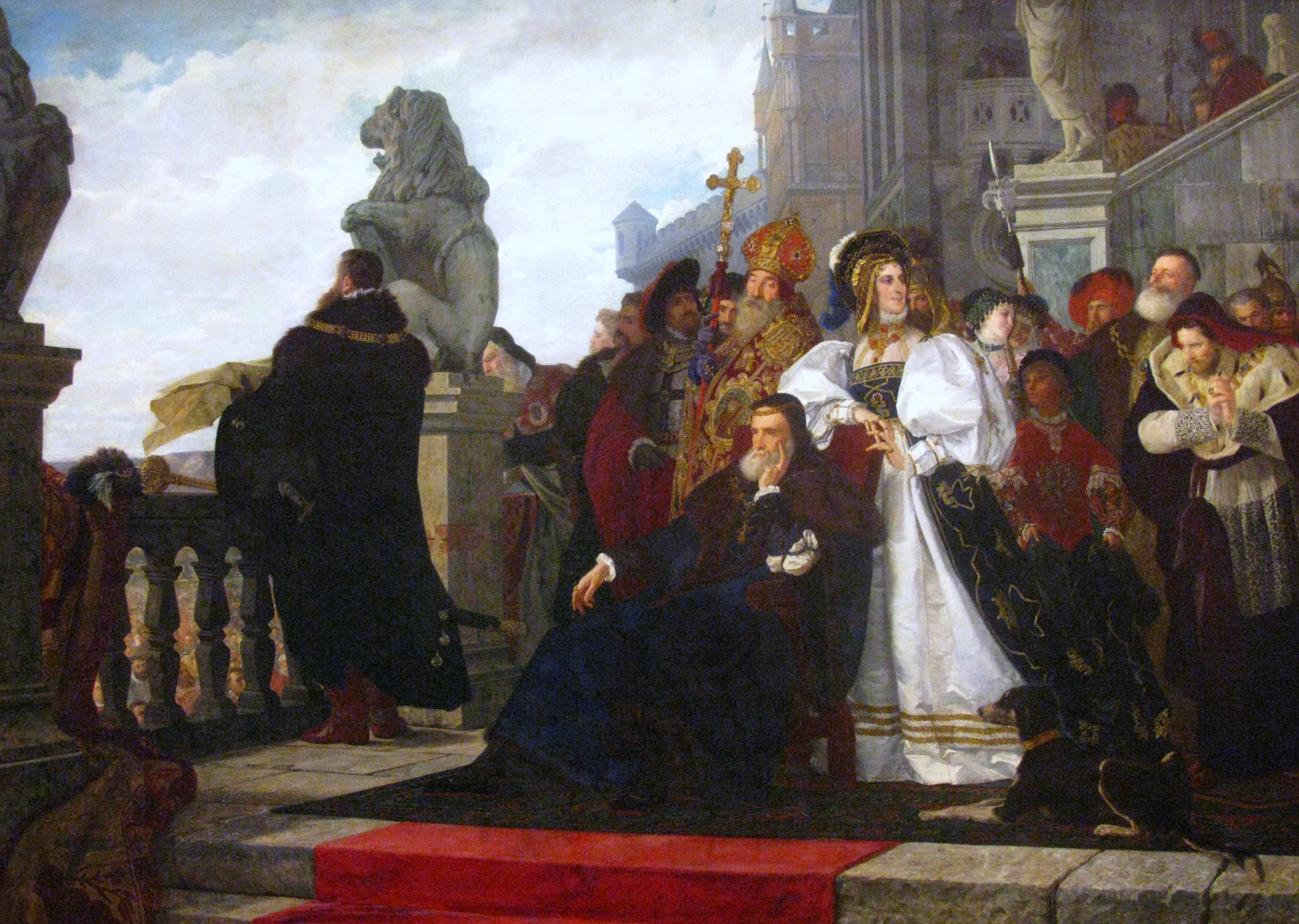
Guerre du Poulet peint en 1872 par Henryk Rodakowski

La guerre du poulet (polonais : Wojna kokosza) est la rébellion (rokosz) anti-royaliste et anti-absolutiste instiguée en 1537 par la noblesse polonaise. Ce nom lui a été donné par dérision par les magnats, qui pour la plupart ont soutenu le roi et ont affirmé que le seul effet du conflit était la quasi-extinction des poulets du secteur, mangés par les nobles réunis pour le rokosz à Lwów, dans la voïvodie ruthène,.
Le choix des magnats de « kokosz » - qui signifie « une poule pondeuse » - peut avoir été inspiré par la proximité des sonorités de « kokosz » et de « rokosz ». La guerre du poulet a été la première révolte de la noblesse polonaise.

## Contexte
Au début de son règne, le roi Sigismond Ier de Pologne hérite du royaume de Pologne avec une tradition séculaire de liberté de la noblesse, confirmée par de nombreux privilèges. Sigismond a relevé le défi de consolider le pouvoir interne en réponse aux menaces extérieures du pays. Pendant le règne de son prédécesseur, Alexandre Ier Jagellon, le statut de « Nihil novi » avait été institué, interdisant de fait aux rois polonais de promulguer des lois sans le consentement de la Diète. Cela s'est avéré paralysant pour les relations de Sigismond avec les nobles et une menace sérieuse pour la stabilité du pays. Pour renforcer l'autorité royale, il a initié une série de réformes, établissant une armée de conscription permanente en 1527 et étendant l'appareil bureaucratique nécessaire pour gouverner l'État et financer l'armée. Soutenu par son épouse italienne, Bona Sforza, il a commencé à acheter des terres cultivables et à entamer plusieurs réformes agraires au bénéfice du trésor royal. Il a également initié un processus de restitution des propriétés royales, précédemment mises en gage ou louées aux nobles.

## La révolte
En 1537, cependant, la politique du roi provoque un conflit majeur. La noblesse, rassemblée près de Lwów pour soutenir une levée en masse, a appelé à une campagne militaire contre la Principauté de Moldavie. Cependant, les couches inférieures et moyennes de la noblesse ont appelé un rokosz, ou rébellion semi-légale, pour forcer le roi à renoncer à ses réformes. Selon les récits contemporains, 150 000 miliciens avaient été rassemblés pour la rébellion. Les nobles lui ont présenté 36 demandes, notamment :[réf. nécessaire]
1. Confirmation et extension des privilèges de la noblesse ;
2. L'exécution d'une loi exigeant la nomination des seuls nobles locaux aux fonctions locales les plus importantes ;
3. Levée du péage ou exemption de la noblesse de celui-ci ;
4. Exemption de la noblesse des dîmes ;
5. Un nettoyage du Trésor plutôt que son expansion ;
6. Une cessation des nouvelles acquisitions de terres par la reine Bona Sforza ;
7. La création d'un corps de conseillers permanents du roi - et
8. Adoption d'une loi sur les incompatibilitas (en) — l'incompatibilité de certaines fonctions qui ne devaient pas être réunies dans la même main (par exemple, celle de Staroste et de gouverneur d'un château).

Enfin, les manifestants en colère ont critiqué le rôle de la reine Bona, qu'ils ont accusée de la "mauvaise éducation" du jeune prince Sigismond Auguste (futur roi Sigismond II de Pologne), et cherchant à accroître son pouvoir dans l'État,  même si les deux implications étaient généralement positives. Il s'est vite avéré, cependant, que les dirigeants nobles étaient divisés et qu'il était presque impossible de parvenir à un compromis. Trop faibles pour déclencher une guerre civile contre le roi, les manifestants ont finalement accepté ce qui était considéré comme un compromis. Le roi rejeta la plupart de leurs demandes, tout en acceptant le principe d'incompatibilitas l'année suivante et en s'engageant à ne pas forcer l'élection du futur roi vivente rege (en), c'est-à-dire du vivant du roi régnant[8]. Là-dessus, la noblesse rentra dans ses foyers, avec de maigres résultats.